# Луций Вергиний Трикост Есквилин
Вижте пояснителната страница за други личности с името Луций Вергиний.
Луций Вергиний Трикост Есквилин (на латински: Lucius Verginius Tricostus Esquilinus) e политик на Римската република. Произлиза от патрицианската фамилия Вергинии и е роднина на Опитер Вергиний Есквилин (суфектконсул 478 пр.н.е.).
През 402 пр.н.е. той е консулски военен трибун заедно с Гай Сервилий Структ Ахала, Квинт Сервилий Фидена, Квинт Сулпиций Камерин Корнут, Авъл Манлий Вулзон Капитолин и Маний Сергий Фидена.